# Großmeiseldorf
Großmeiseldorf ist eine Ortschaft und Katastralgemeinde der Marktgemeinde Ziersdorf in Niederösterreich.

## Geographie
Der Ort liegt im Tal des Gartenbaches knapp westlich der Horner Straße. Verkehrstechnisch erschlossen wird er durch die Landesstraße L43, die einen Teil der Straßenverbindung zwischen Krems und Hollabrunn darstellt, doch führen am westlichen Ortsausgang Straßen in alle Himmelsrichtungen.

## Geschichte
Großmeiseldorf hieß früher Misselborndorf und wurde erstmals um 1170 genannt, als hier Ministeriale eines dem Burggrafen von Gars verpflichteten Geschlechtes aufscheinen. Größeren Besitz erlangten im Laufe der Zeit die Kuenringer, Maissauer und das Chorherrenstift Dürnstein, aber auch die Herren von Radlbrunn waren hier Lehensnehmer und erhielten 1423 einen Hof, der später in das Eigentum des Stiftes Melk überging. Markant ist der Melkerhof (auch Scheidelhof genannt), der 1567 im Besitz des Melker Hofmeisters war.
Im zweiten Jahr des Dreißigjährigen Krieges fanden hier 50 Bauern den Tod, 1645 brach beim Einzug der Schweden ein Großbrand aus; im Dritten Koalitionskrieg und im Fünften Koalitionskrieg bezogen Truppenteile der französischen Grande Armée Quartier im Ort.
Nach den Reformen 1848/1849 konstituierte sich der Ort 1850 zur selbständigen Gemeinde. Großmeiseldorf wurde dem Amtsbezirk Ravelsbach und ab 1868 dem Bezirk Hollabrunn unterstellt. Laut Adressbuch von Österreich waren im Jahr 1938 in der Ortsgemeinde Großmeiseldorf ein Bäcker, ein Binder, ein Fleischer, zwei Gastwirte, drei Gemischtwarenhändler, ein Müller, ein Sattler, zwei Schmiede, zwei Schneider, zwei Schuster, ein Tischler, ein Viktualienhändler, ein Wagner, ein Weinhändler, eine Ziegelei, ein Zimmermeister und mehrere Landwirte ansässig. 1972 erfolgte der Zusammenschluss zur Großgemeinde Ziersdorf.

## Kultur und Sehenswürdigkeiten
- Katholische Pfarrkirche Großmeiseldorf hl. Dreifaltigkeit
- Pfarrhof
- Zahlreiche Bildsäulen und Bildstöcke

## Persönlichkeiten
- Josef Autherith (1905–1948), Geistlicher[3]
- Leopold Mantler (1919–2011), Landwirt, Bürgermeister, Mitglied des Bundesrates und Abgeordneter zum Landtag von Niederösterreich